# المجسطی

ساختار هندسیِ ابرخس که برای تعیینِ فاصلهٔ خورشید و ماه استفاده می‌شود.

المجسطی (به عربی: اَلْمَجِسْطِيّ‎، al-majisṭiyy) یا مجسطی یا مجستی (به پهلوی: 𐭬𐭢𐭮𐭲𐭩𐭪, magestīg) برترین نوشته بطلمیوس است. این کتاب سیزده مقاله ریاضی و نجومی دارد و دربردارنده نظریهٔ نامدار بطلمیوس دربارهٔ جابجایی ستاره‌ها و سیارات است. این کتاب در حدود سال ۱۵۰ میلادی نگاشته شده‌است.

## نام
نام اصلی این کتاب به یونانی Μαθηματικὴ Σύνταξις (ماتماتیکه سینتاکسیس) به معنی «تألیف ریاضی» است؛ و بعدها آن را از روی ارزش و بازتاب فراوانش هه مگاله سینتاکسیس به معنی «رساله بزرگ» خواندند. نام عربی آن از صفت عالی کلمه «مگاله» در یونانی که «مگیسته»، برابر با بزرگ‌ترین، باشد گرفته شده و در عربی آن را المجسطی می‌نویسند. در فارسی نیز بیشتر به «المجسطی» و گاه به «مجسطی» شناخته شده‌است. نام المجسطی برگرفته از واژه فارسی میانه مگستیگ (به پهلوی: 𐭬𐭢𐭮𐭲𐭩𐭪, magestīg) بوده که خود برگرفته از یونانی کهن «مِگیستِی» (به یونانی: μεγίστη، megístē)برابر با «مهست و بزرگ‌ترین» است. واژه یادشده فارسی میانه در نوشته «نامه‌های منوچهر» به همراه نام زیگ هندی و زیگ شهریار آمده‌است.

## ترجمه‌های عربی
المجسطی نزد منجمان اسلامی اهمیت بسیار داشت و چند بار ترجمه و تفسیر شد. نخستین کسی که به ترجمه و تفسیر آن توجه کرد و جمعی را در بیت‌الحکمة به این کار برگمارد یحیی برمکی بود. ثابت بن قرة هم یکی از ترجمه‌های قدیم این کتاب را اصلاح کرد. اسحاق بن حنین نیز یکی از ناقلان این کتاب است و نقل او را هم ثابت اصلاح کرد.